# Struveho geodetický oblouk
Struveho geodetický oblouk (rusky (Геодезическая) дуга Струве, norsky Struves meridianbue / Struvemeridianen, anglicky Struve Geodetic Arc) je soustava 265 triangulačních bodů, které se táhnou v Evropě zhruba podél 25. poledníku východní délky z nejsevernějšího Norska až po deltu Dunaje u Černého moře (celkem přes 2820 km). Tyto jednotlivé body zde byly rozmístěny na popud ruského vědce Friedricha Struveho mezi lety 1816–1855. Jejich úkolem bylo napomoci určit přesné rozměry Země pomocí poledníku. Od roku 2005 se jedná o kulturní památku UNESCO.

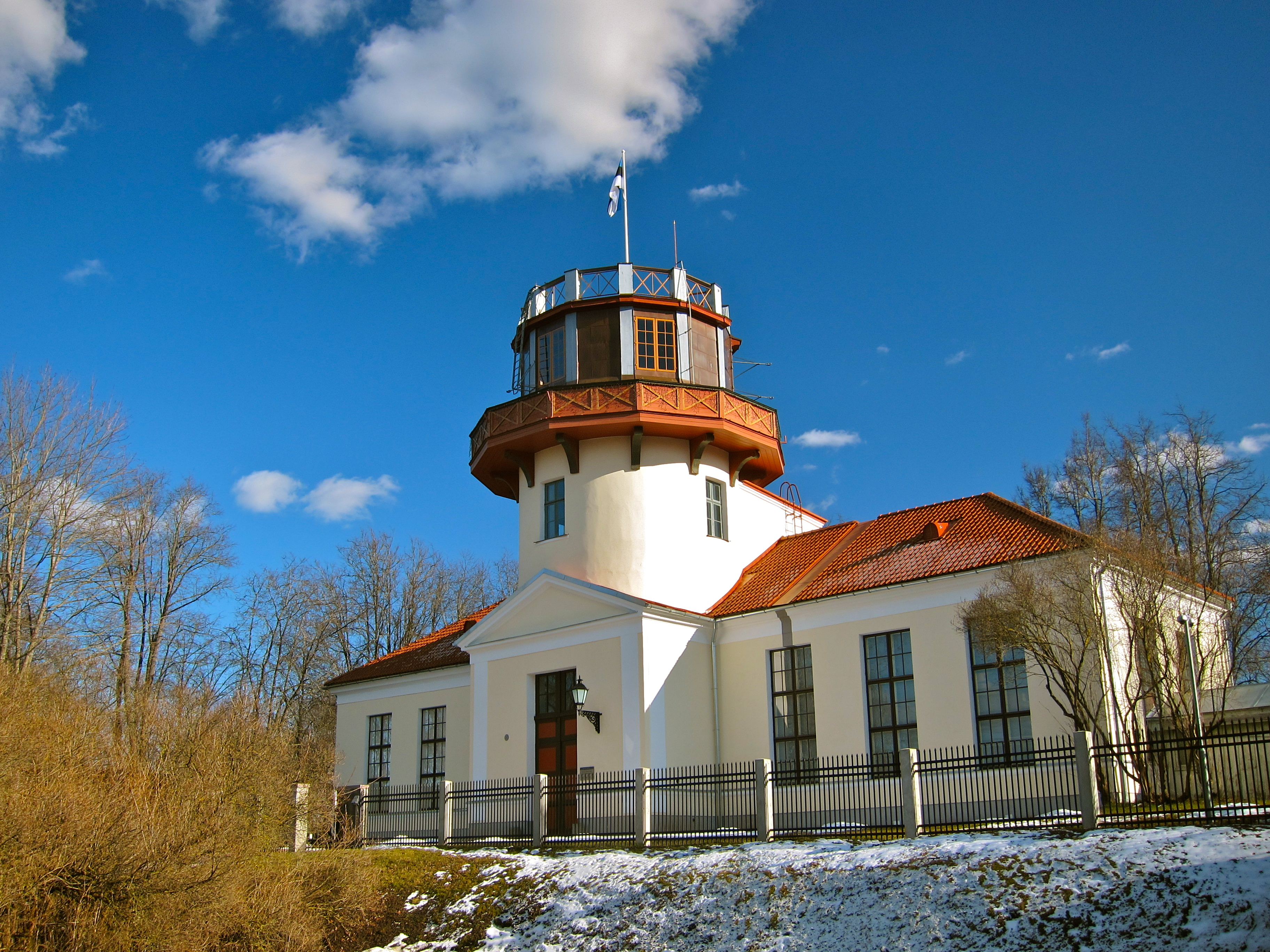
Tartuská observatoř, prvně zbudovaný bod oblouku

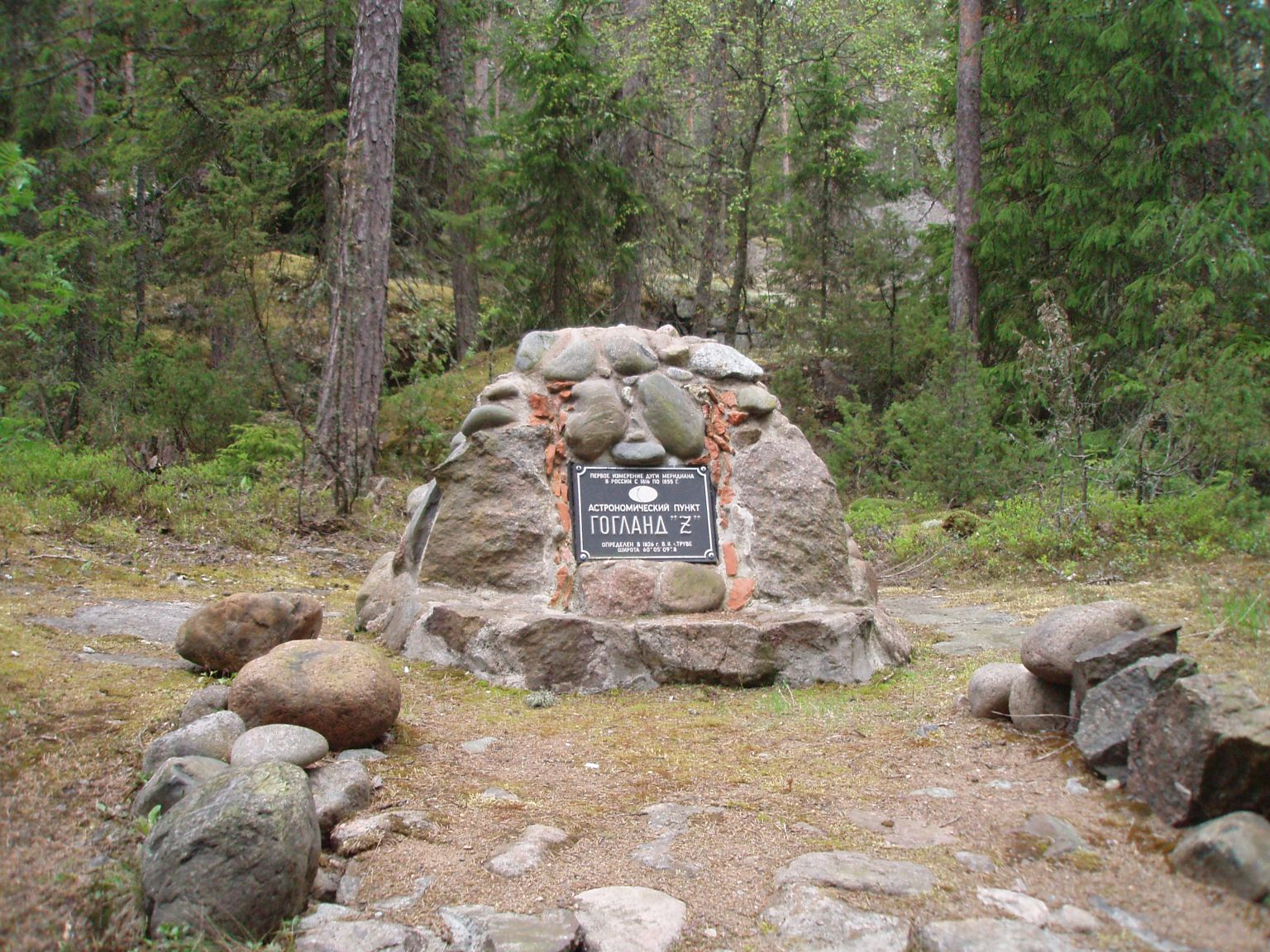
Bod Z na ruském ostrově Gogland

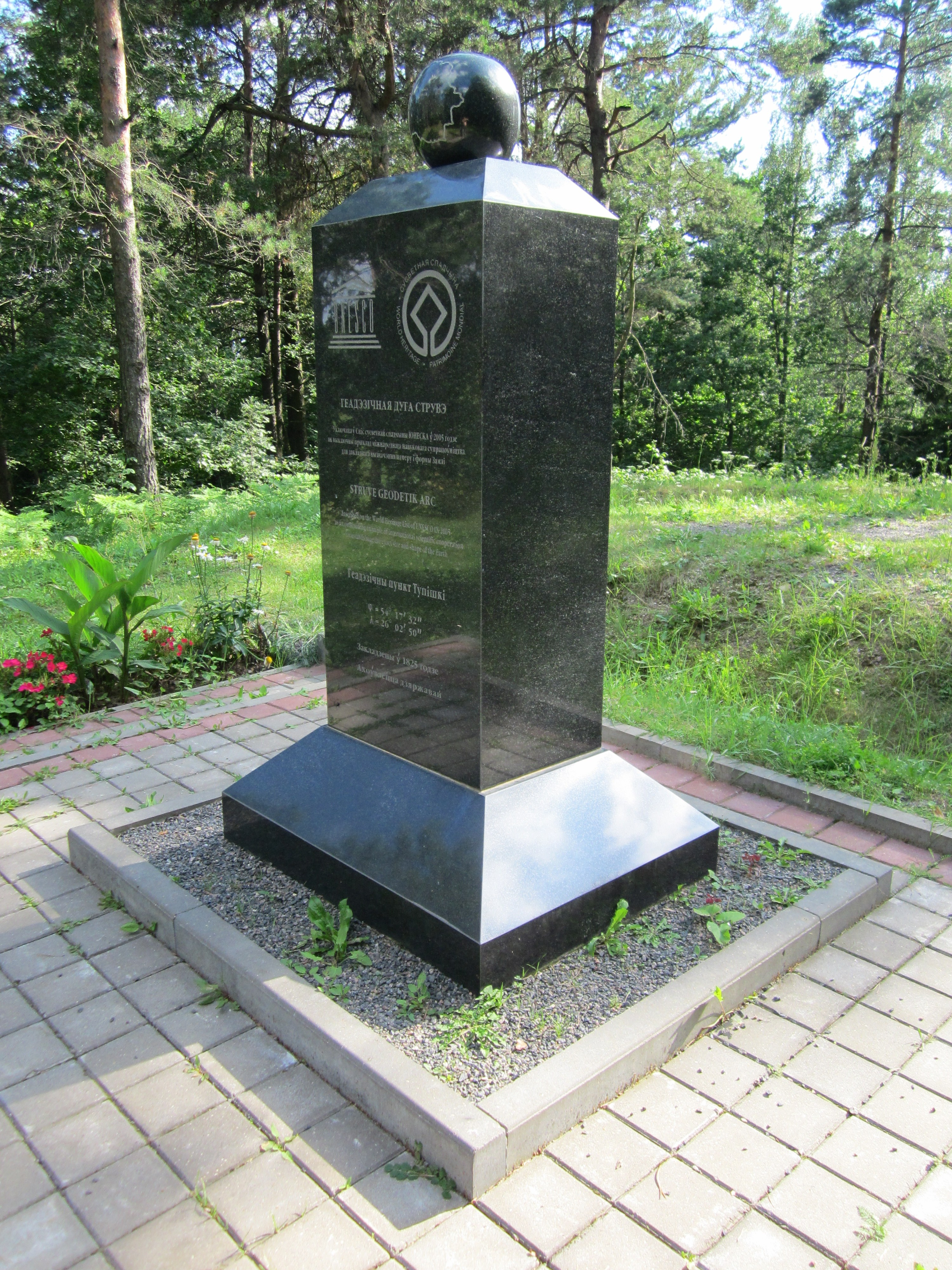
Bod Tupiški v Bělorusku

## Podoba a historie
Jednotlivé body představují povětšinou kamenné krychle o hraně 2 metry, zapuštěné do země, někdy takto ovšem sloužily i kostelní věže. Oblouk byl postupně budován Struvem a jeho spolupracovníky z Děrptské (dnes Tartuské) a Pulkovské observatoře mezi lety 1816 až 1855. Jeho nejdůležitějším spolupracovníkem na tomto projektu byl geodet, kartograf a zároveň generálporučík carské armády polského původu Józef Chodźko. První zbudovaný bod se nachází u Děrptské observatoře, kde tehdy Struve působil jako ředitel.
Roku 1858 byla za pomocí těchto bodů určena vzdálenost od poledníku ke středu Země na 6 378 360,7 m. V roce 2005 byla za pomoci satelitní navigace upřesněna tato vzdálenost na 6 378 136,8 m (chyba tedy činila pouze asi 0,035 ‰).
V době svého vzniku se Struveho geodetický oblouk nacházel na území pouze dvou států – Ruského impéria a Švédsko-norské unie. Od 90. let 20. století se jednotlivé body nacházejí v deseti různých zemích, a to Norsku, Švédsku, Finsku, Rusku, Estonsku, Lotyšsku, Litvě, Bělorusku, Moldavsku a Ukrajině. Celkem 34 z těchto bodů bylo pro svou historickou hodnotu v roce 2005 zařazeno na Seznam světového dědictví UNESCO. Jelikož oblouk prochází územím východní Evropy, které bylo z velké části zdevastováno druhou světovou válkou a následně přestavěno v sovětském duchu, pro řadu států činí Struveho geodetické body značnou část jejich památek UNESCO, pro Moldavsko dokonce jedinou.

## Hlavní body
Body označené * nejsou zařazeny na seznam UNESCO.

Struveho geodetický oblouk na současné politické mapě. Červenými tečkami jsou označeny body zanesené na seznam světového dědictví.

### Norsko
- Fuglenes, Hammerfest (70°40′12″ s. š., 23°39′48″ v. d.) – koncový bod na severu
- *Lille Raipas, Alta (69°56′19″ s. š., 23°21′37″ v. d.)
- Lohdizhjokki, Kautokeino (69°39′52″ s. š., 23°36′9″ v. d.)
- Baeljasvarri, Kautokeino (69°1′40″ s. š., 23°18′19″ v. d.)

### Švédsko
- Pajtas-Vaara (Tynnyrilaki), Kiruna (68°15′17″ s. š., 22°58′59″ v. d.)
- Kerrojupukka (Jupukka), Pajala (67°16′35″ s. š., 23°14′40″ v. d.)
- Pullinki, Övertorneå (66°38′48″ s. š., 23°46′59″ v. d.)
- Perrävaara, Haparanda (66°1′5″ s. š., 23°55′22″ v. d.)

### Finsko
- Stuor-oivi, Hetta, Enontekiö (68°40′53″ s. š., 22°44′51″ v. d.) – ve výběžku mezi Norskem a Švédskem
- Avasaksa (Aavasaksa), Ylitornio (66°23′52″ s. š., 23°43′31″ v. d.)
- věž kostela Alatornion kirkko, Tornio (65°49′48″ s. š., 24°9′26″ v. d.)
- Puolakka (vrch Oravivuori), Korpilahti (61°55′36″ s. š., 25°32′ v. d.)
- Porlom II (vrch Tornikallio), Lapinjärvi (60°42′17″ s. š., 26°0′12″ v. d.)
- ostrov Svartvira (Mustaviira), Pyhtää (60°16′35″ s. š., 26°36′12″ v. d.)

### Rusko
- Bod Z (пункт "Гогланд Z"), ostrov Gogland (60°5′8″ s. š., 26°57′39″ v. d.)
- Mâkipâllûs / Мякипяллюс (Mäki-Päälys), ostrov Gogland (60°4′27″ s. š., 26°58′11″ v. d.)

### Estonsko
- Woibifer (Võivere), Väike-Maarja (59°3′28″ s. š., 26°20′16″ v. d.)
- Katko, Simuna, Väike-Maarja (59°2′54″ s. š., 26°24′48″ v. d.)
- Dorpat (Stará observatoř Tartuské univerzity), Tartu (58°22′44″ s. š., 26°43′12″ v. d.) – nejstarší bod

### Lotyšsko
- Sestu-kalns (vrch Ziestu), Madonas novads (56°50′24″ s. š., 25°38′12″ v. d.)
- Struveho park, Jēkabpils (56°30′5″ s. š., 25°51′24″ v. d.)

### Litva
- Karischki (Gireišiai), Panemunėlis (55°54′9″ s. š., 25°26′12″ v. d.)
- Meschkanzi (Meškonys), Nemenčinė (54°55′51″ s. š., 25°19′ v. d.)
- Beresnäki (Paliepiukai), Nemėžis (54°38′4″ s. š., 25°25′45″ v. d.)

### Bělorusko
- Tupiški, Ašmjanský rajón (54°17′30″ s. š., 26°2′44″ v. d.)
- Orľa, Lopaty, Ščučynský rajón (53°33′38″ s. š., 24°52′11″ v. d.)
- Opol, Motal, Ivanavský rajón (52°17′22″ s. š., 25°38′59″ v. d.)
- Osovnica, Ivanavský rajón (52°12′55″ s. š., 25°33′12″ v. d.)
- Čekuck (Ščakock), Ivanavský rajón (52°12′28″ s. š., 25°33′23″ v. d.)
- Ljaskavičy, Ivanava (52°9′39″ s. š., 25°34′18″ v. d.)

### Ukrajina
- *Krupa, Luck, Volyňská oblast (50°41′3″ s. š., 25°24′45″ v. d.)
- Katerinovka (Katerynivka), Antonivka, Chmelnycká oblast (49°33′57″ s. š., 26°45′22″ v. d.)
- Felštyn, Hvardijske, Chmelnycká oblast (49°19′48″ s. š., 26°40′55″ v. d.)
- Baranovka (Baranivka), Chmelnycká oblast (49°8′55″ s. š., 26°59′30″ v. d.)
- Staro-někrasovka (Stara Někrasivka), u Izmailu, Oděská oblast (45°19′57″ s. š., 28°55′40″ v. d.) – koncový bod na jihu

### Moldavsko
- Rudi, okres Soroca (48°19′8″ s. š., 27°52′35″ v. d.) – jediná památka UNESCO na území Moldavska